# Эс-Сафф
Эс-Сафф (араб. الصف‎) — город на севере Египта, расположенный на территории мухафазы Эль-Гиза.

## Географическое положение
Город находится в восточной части мухафазы, в правобережной части долины реки Нил, на расстоянии приблизительно 43 километров к юго-юго-востоку (SSE) от Эль-Гизы, административного центра провинции. Абсолютная высота — 18 метров над уровнем моря.

## Демография
По данным переписи 2006 года численность населения Эс-Саффа составляла 45 131 человека.
Динамика численности населения города по годам:
| 1996   | 2006   |
| ------ | ------ |
| 32 347 | 45 131 |

## Транспорт
Ближайший аэропорт расположен в городе Хелуан, на расстоянии 15 километров к северу от Эс-Саффа.